# 男山 (酒造メーカー)

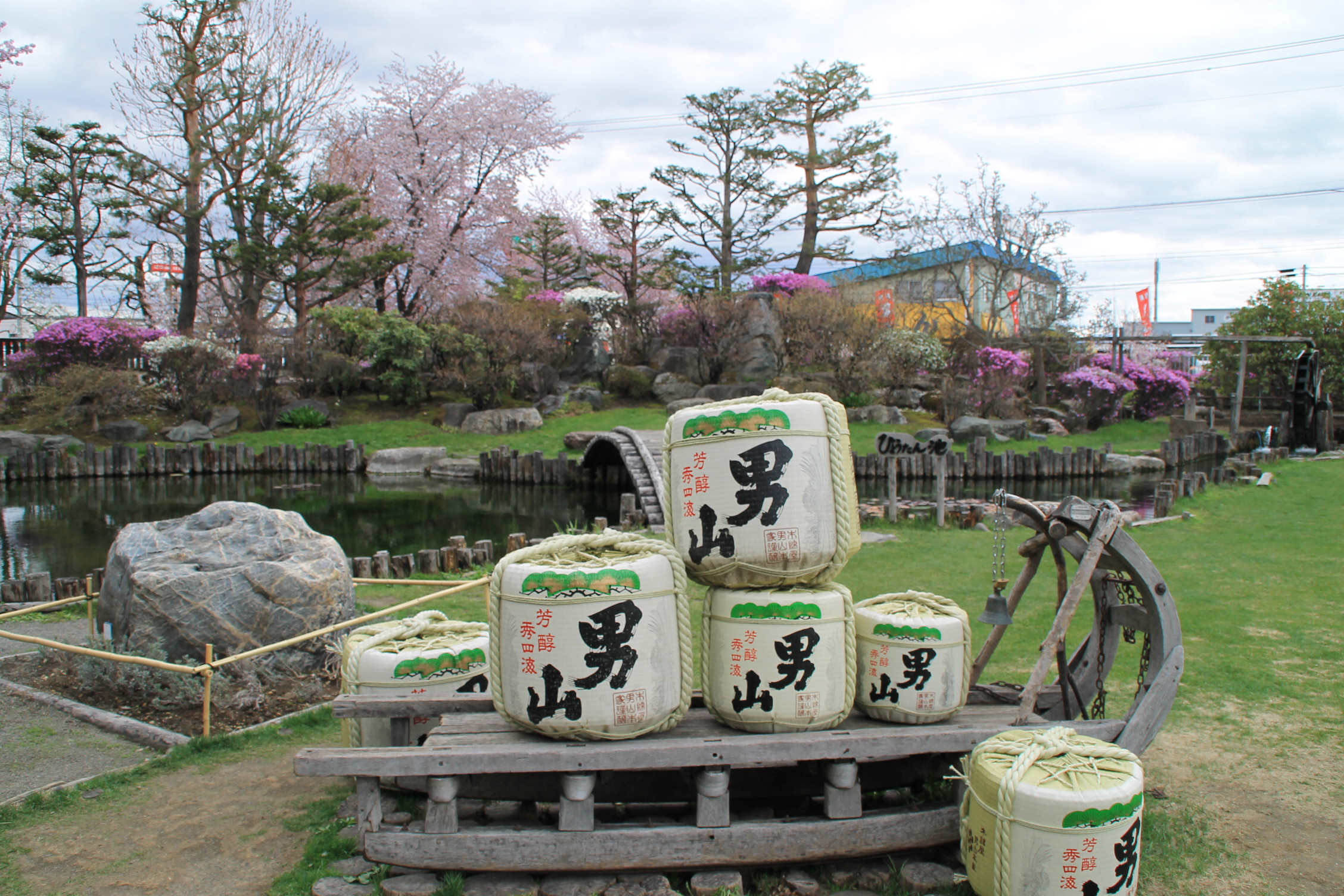
こも樽（2016年（平成28年）5月）

男山株式会社（おとこやま）は、北海道旭川市にある企業（酒造メーカー）。全国各地に「男山」の銘を使用した酒や蔵元があるが、男山株式会社が本家を伝承している。

## 概要
旭川で創業した「山崎酒造」がかつて伊丹にあった正統・男山の「木綿屋山本本家」を継承している。大雪山の伏流水と清酒（日本酒）醸造に適した気候風土に恵まれている。企業博物館の「男山酒造り資料館」を併設しており、男山に関する名品、資料、文献を紹介しているほか、試飲や購入ができるコーナーを設置している。敷地内には工場緑化の一環として「男山庭園」（北方圏外国樹木見本園）が整備されている。毎年2月の第2日曜日に『酒蔵開放』を実施して出来たての酒を楽しむイベントを開催しているほか、旧暦の七夕に合わせて『曲水の宴』を行っている。旭川市と比布町の境にある突哨山には北海道内最大級のカタクリ群落を有する「男山自然公園」を所有しており、4月中旬頃から5月上旬頃までの期間のみ開園している。

## 歴史
男山は、1661年（寛文元年）に五摂家筆頭の近衛家が伊丹の領主として清酒（日本酒）の醸造を推奨した頃に誕生している。当時の造り酒屋「木綿屋山本本家」は元禄から享保にかけて最盛期を迎え、江戸幕府の第8代将軍・徳川吉宗の御膳酒になったと伝えられているほか、下り酒のブームを巻き起こして元服の祝儀の定番になった。こうして「男山」の酒名は美酒の代名詞となり、醸造家たちが次々に自分たちの酒に冠していったが、その後の灘酒ブームなどにより木綿屋山本本家は明治の初頭に廃業した。昭和になると旭川の酒屋「山崎酒造」が木綿屋山本本家の末裔を訪ね当てたことで正統・男山が復活した。
男山株式会社の前身である山崎酒造は初代・山崎與吉により1899年（明治32年）に旭川で創業した。当時の銘酒は「今泉」「今与旭」などがあり、大正から昭和にかけて3,000石を超える石高になったが、その半数以上は内地への移入酒であった。品質向上や蔵元団結を図り、戦時下の統制を乗り越えた山崎酒造は1968年（昭和43年）の新社屋竣工とともに社名を「男山株式会社」と改称し、同時に「男山酒造り資料館」を開設した。すでに「男山」を冠した商品があったが、この時に木綿屋山本本家の末裔の後胤から正統を伝承する印鑑と納め袋が3代目・山崎與吉に手渡された。その後、男山は独自路線で海外市場を開拓し、1977年（昭和52年）から長きに渡って『国際酒類コンクール』『世界酒類コンクール』で金賞を受賞しているほか、『欧州酒類コンクール』『モンドセレクション』などの各賞を受賞している。

## 商品
一般商品
- 純米大吟醸
- 哥麿乃名取酒
- 国芳乃名取酒
- 御免酒
- 天翔男山
- 生酛純米
- 生酛本醸造
- 復古酒
- 雪がこい
- 寒酒
- 秘造り
- 益々繁昌
- 祈願満願
- 特別純米 北の稲穂
- 特別本醸造 北の稲穂

季節限定酒
- 雪しばれ
- 純米しぼりたて生原酒

生囲い
- 北海道生貯蔵 男山

樽
- こも樽
- 生酛純米 寿 角樽（受注生産）

誕生祝
- 誕生祝＜純米大吟醸＞

### 男山酒造り資料館
- 開館時間：9:00 - 17:00
- 休館日：年末年始（12月31日から1月3日）
- 入館無料
- 施設
  - 江戸時代からの酒造り資料、古文書、喜多川歌麿や歌川国芳などの浮世絵、昔の酒造り諸道具など
  - 試飲コーナー
  - 売店コーナー

## 受賞歴
全国新酒鑑評会
平成14酒造年 - 29酒造年
- 「男山」金賞受賞 - 平成29年受賞

## アクセス
国道39号沿いに立地しており、道央自動車道旭川鷹栖IC、北海道旅客鉄道（JR北海道）旭川駅、旭川市旭山動物園まで車で約15分に位置している。
- 道北バス「永山2条6丁目」バス停から徒歩約2分
- あさひかわラーメン村まで車で約5分
- 旭川空港まで車で約30分
- 層雲峡まで車で約60分

## 参考資料
- “男山株式会社〜歴史背景”. 地酒蔵元会. 2020年9月15日閲覧。